# Quang Tiến, Sóc Sơn
Quang Tiến là một xã thuộc huyện Sóc Sơn, thành phố Hà Nội, Việt Nam. Xã Quang Tiến có diện tích 14,41 km², dân số năm 2022 là 11.219 người, mật độ dân số đạt 778 người/km².

## Địa lý
Phía đông giáp với 3 xã Mai Đình, Tiên Dược và Phù Linh; phía tây giáp với xã Hiền Ninh và xã Thanh Xuân; phía bắc giáp xã Nam Sơn; phía nam giáp 2 xã Phú Minh và Phú Cường. Xã Quang Tiến có 6 thôn bao gồm: Xuân Bách, Đông Lai, Bắc Thượng, Bắc Hạ, Điền Xá và Quảng Hội.
Trên địa bàn xã có hồ Đồng Quan là hồ lớn nhất huyện Sóc Sơn.

## Kinh tế, xã hội
Trong địa bàn xã Quang Tiến có khu công nghiệp Nội Bài rộng 100 ha. Trước năm 1998, khi chưa có khu công nghiệp, dân cư ở đây chủ yếu làm ruộng. Kể từ khi khu công nghiệp Nội Bài được xây dựng, nhiều thanh niên nam nữ trong độ tuổi lao động có công ăn việc làm. Hiện nay phát triển thêm một số ngành dịch vụ khác. Quang Tiến có con đường 131 chạy qua, là con đường nối giữa Cao tốc Thăng Long - Nội bài đến quốc lộ 3, các tuyến xe hay chạy qua là xe Hà Nội - Thái Nguyên, Thái Nguyên - Việt Trì,...